# Червењ
Червењ (блр. Чэрвень; рус. Че́рвень) је градић у Белорусији и административно је седиште Червењског рејона Минске области.
Град се налази на 64 км југоисточно од главног града Минска, а северно од града пролази аутопут М4 који повезује Минск са Могиљевом. Кроз град протиче река Игуменка.

## Историја
Први писани помен насеља Игумен (блр. Ігумен, град је носио то име све до 1923) потиче из 1387. године. Насеље у првој половини XV века постаје феудални посед вилијских епископа. У јануару 1649. одред Козака је код Игумена до ногу потукао одред плаћеника литванске војске. Од средине XVI века постаје део Минског војводства, а 1793. улази у састав Руске Империје, да би само две године доцније постао центар Игуменског округа. Године 1897. Игумен је имао 4.573 становника, а две године касније град је изгорео до темеља.
Већ почетком XX века у насељу су постојале две штавионице коже, основна школа и болница. У новембру 1917. град долази под власт Совјета, 1918. је окупиран од стране Немачке, а од августа 1918. па до јула 1920. под пољском окупацијом.
Године 1924. постаје административни центар рејона. Непосредно пре Другог светског рата у граду је живело око 6.500 људи.
Након напада Нацистичке Немачке на Совјетски Савез 1941, у знак одмазде припадници совјетске тајне полиције НКВД су у једној шуми у близини насеља стрељали око 5 хиљада затвореника из минских затвора, углавном политичких противника и оних који су се сматрали сарадницима непријатеља. На том месту је касније подигнута скулптура од дрвета у знак сећања на жртве.

## Становништво
Према процени, у граду је 2012. живело око 10.150 становника.
| 1979.  | 1989.  | 1999.  | 2009. | 2012.  |
| ------ | ------ | ------ | ----- | ------ |
| 11.461 | 11.460 | 11.460 | 9.886 | 10.150 |